# Dante Tassotti
Dante Tassotti (Lapedona, 21 giugno 1912 – Roma, 4 marzo 1981) è stato un architetto italiano e urbanista.

## Biografia
Dante Tassotti aveva frequentato a Roma il liceo artistico e nel 1938 si era laurato in architettura.
Architetto, urbanista e teorico dell'architettura, è stato per 25 anni (dal 1951) docente di Plastica presso la Facoltà di Architettura di Roma. Laureatosi nel 1938, e già attivo in progetti modernisti, è stato tra i protagonisti dell'architettura italiana del dopoguerra. Collaboratore di Pietro Aschieri e Cesare Pascoletti, ha poi firmato il Teatro dell'Opera di Belgrado (1940), Santa Fara a Bari, il complesso del Convento dei Cappuccini di Camerino, il “piccolo grattacielo” di Milano. Ha realizzato anche i piani regolatori di Fermo, Loreto, Palermo (1939), finalista per la realizzazione dalla Biblioteca Nazionale di Roma.  Importante il suo contributo nel piano architettonico del quartiere Tuscolano, considerato il manifesto del Neorealismo architettonico.
È stato autore di numerose pubblicazioni a carattere teorico e didattico. Il Fondo Tassotti è stato donato alla Curia Arcivescovile di Fermo nel 1998 ed è oggi visitabile.

## Opere
- Aspetti e tecnica del marmo, Vitali e Ghianda, Genova, 1963
- Specificazione della forma, Roma, 1976;
- Ipotesi sui primitivi sviluppi del Santuario di Loreto, Estratto da “Quaderni dell’Istituto di Storia dell’Architettura” Serie XXIII Roma, 1976.
- Convento dei Cappuccini di Camerino; restauri e notizie, Camerino 1978